# Malotojaponin B
Malotojaponin B je dimerni florogucinol prisutan u Mallotus oppositifolius.
Frakcionisanjem etanolnog ekstrakta lišća i cveta biljke M. oppositifolius sa Madagaskara dovelo je do izolacije dva nova bioaktivna dimerna floroglucinolna, malotojaponina B i C, zajedno sa malotofenonom. Ta jedinjenja prikazuju antiproliferativne i antiplazmodijalne aktivnosti.